# Sick (Unternehmen)
Die Sick AG mit Sitz in Waldkirch (Breisgau) ist ein weltweit agierender Hersteller von Sensoren für die Fabrik-, Logistik- und Automatisierungstechnik. Das Unternehmen beschäftigt rund 11.800 Mitarbeitende und erwirtschaftete 2024 einen Umsatz von 1,7 Mrd. EUR.

## Geschichte
1946 wurde das Unternehmen von Erwin Sick (1909–1988) in Vaterstetten bei München gegründet. Durch Vorstellung des ersten serienreifen Unfallschutz-Lichtvorhangs auf der internationalen Werkzeugmaschinenmesse in Hannover gelang 1952 der wirtschaftliche Durchbruch. 1956 zog das Unternehmen von Vaterstetten nach Waldkirch. Zu diesem Zeitpunkt waren 25 Mitarbeiter im Unternehmen beschäftigt. 1972 erfolgte die Gründung der ersten Tochtergesellschaft in Frankreich. 1976 expandierte das Unternehmen nach Übersee und gründete eine weitere Tochtergesellschaft in den USA. 
Im Jahr 1988 starb Gründer Erwin Sick im Alter von 79 Jahren. Seine Frau Gisela Sick (1922–2024) übernahm ab diesem Zeitpunkt die Unternehmensführung als Hauptgesellschafterin.
1996 wurde aus der Erwin Sick GmbH eine Aktiengesellschaft.

## Branchen
Die Sick AG stellt Sensoren für die Fabrikautomation her, u. a. die Automobil-, Nahrungsmittel-, Verpackungs-, Pharma- und Kosmetikindustrie. Zur Logistikautomation zählen Anwendungsbereiche wie z. B. Flughäfen, Verkehr, Handel- und Distributionszentren, Gebäudesicherheit und Häfen. Im Bereich der Prozessautomation werden Sick-Sensoren u. a. im Berg- und Schiffsbau, Kraftwerken und der Chemieindustrie verwendet.

## Produkte
Sick bietet Produkte zum Messen, Detektieren, Überwachen und Kontrollieren, Absichern, Verbinden und Integrieren, Identifizieren und Positionieren an.
Zum Produktportfolio zählen Lichtschranken und Lichttaster, induktive, kapazitive und magnetische Sensoren, magnetische Zylindersensoren, Automatisierungs-Lichtgitter, Distanzsensoren, Encoder, Motor-Feedback-Systeme, Füllstandssensoren, Drucksensoren, Temperatursensoren, Durchflusssensoren, Identifikationslösungen wie z. B. Barcodescanner und RFID-Leser, Laserscanner, optoelektronische Schutzeinrichtungen, Sicherheitsschalter, sichere Steuerungen, Farbsensoren, Kontrastsensoren, Lumineszenzsensoren, Gasanalysatoren, Staubmessgeräte, Ultraschall-Gasdurchflussmessgeräte und Verkehrssensoren.
Nach eigenen Angaben investierte das Unternehmen 2024 rund 258 Millionen Euro in Forschung & Entwicklung. Sick beschäftigt 1.725 Mitarbeiter weltweit im Bereich Forschung & Entwicklung.

## Allgemein
Fünf vom Unternehmen hergestellte Laserscanner, die zudem im Bereich Objektschutz (Security), Hafen und Robotik als Sensor benutzt werden, wurden auf dem fahrerlosen Auto Stanley eingesetzt, das 2005 den Darpa-Grand-Challenge gewann.
Von den 11.804 Mitarbeitern im Jahr 2024 waren 6.695 in Deutschland beschäftigt. Davon sind 321 Auszubildende.
Im Mai 2012 installierte die Firma ein Thermoportal auf der österreichischen Seite des Karawankentunnels. Dieser Scanner misst die Bremsentemperatur der durchfahrenden Lkw und schlägt Alarm, wenn die Bremsen eines Wagens zu heiß geworden sind. Für diese Erfindung erhielt die Firma 2013 den Deutschen Innovationspreis im Bereich Gefahrguttransport.
Das Unternehmen gehört seit mehreren Jahren zu Deutschlands besten Arbeitgebern. Die Sick AG ist Mitglied im Wirtschaftsverband Industrieller Unternehmen Baden.
Sozial engagiert sich Sick vor allem in den Bereichen Ausbildung und Forschungsförderung, unter anderem als Patenunternehmen von Jugend forscht. Das Unternehmen ist Sponsor des Freiburger Barockorchesters und der Messe Freiburg (Sick-Arena).

## International
Mit rund 11.800 Mitarbeitern ist das Unternehmen weltweit mit 63 Tochtergesellschaften und Beteiligungen sowie zahlreichen Vertretungen präsent. Die Tochtergesellschaften sitzen in einigen Ländern Europas sowie in Kanada, Vereinigte Staaten, Südamerika, Australien, Nord- und Südafrika und Asien. Produziert wird in Deutschland, Ungarn, Malaysia und den Vereinigten Staaten.
Größere Auslieferungslager neben Deutschland betreibt Sick in China und den Vereinigten Staaten.

## Bilder

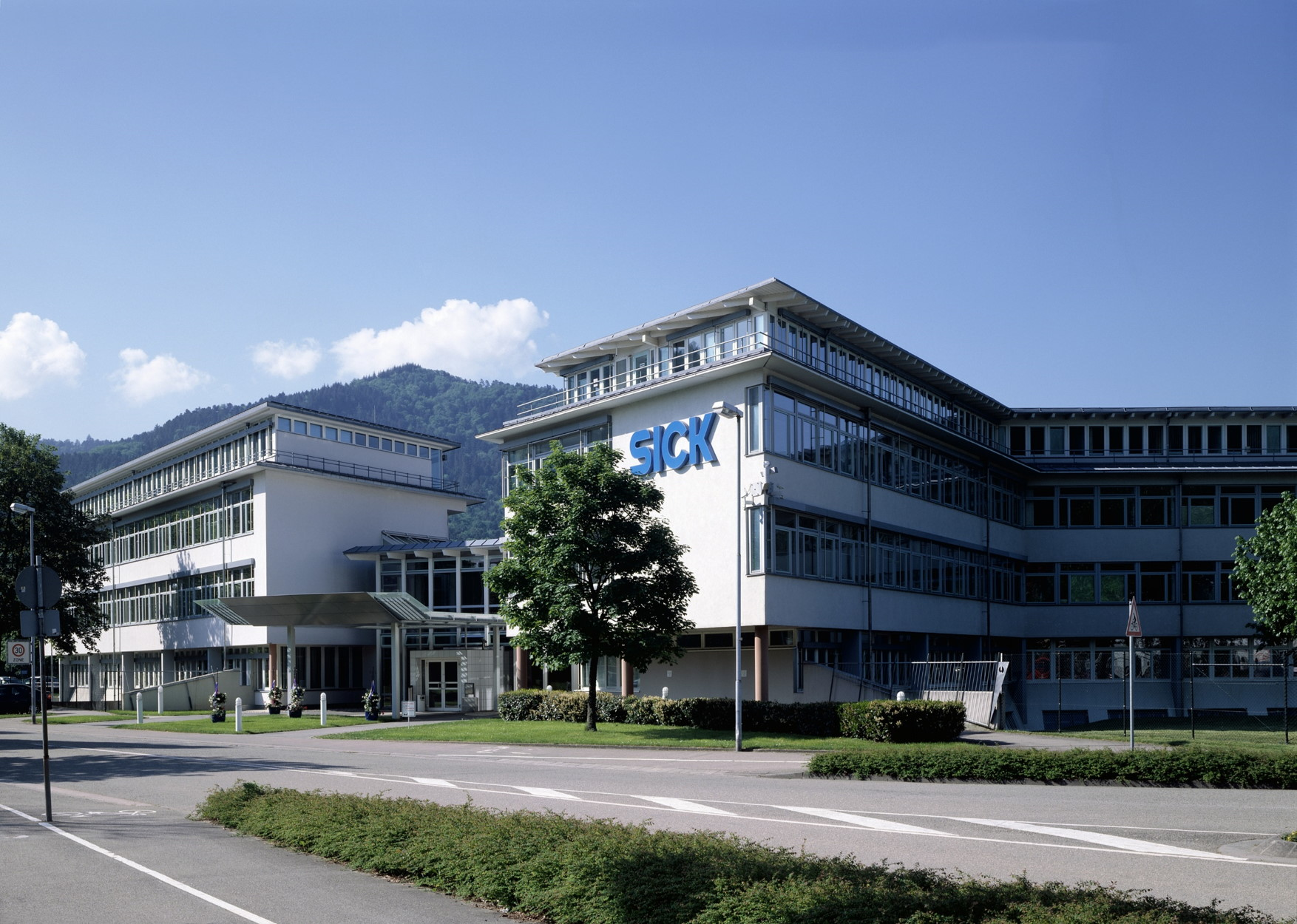
Hauptverwaltung der Sick AG in Waldkirch
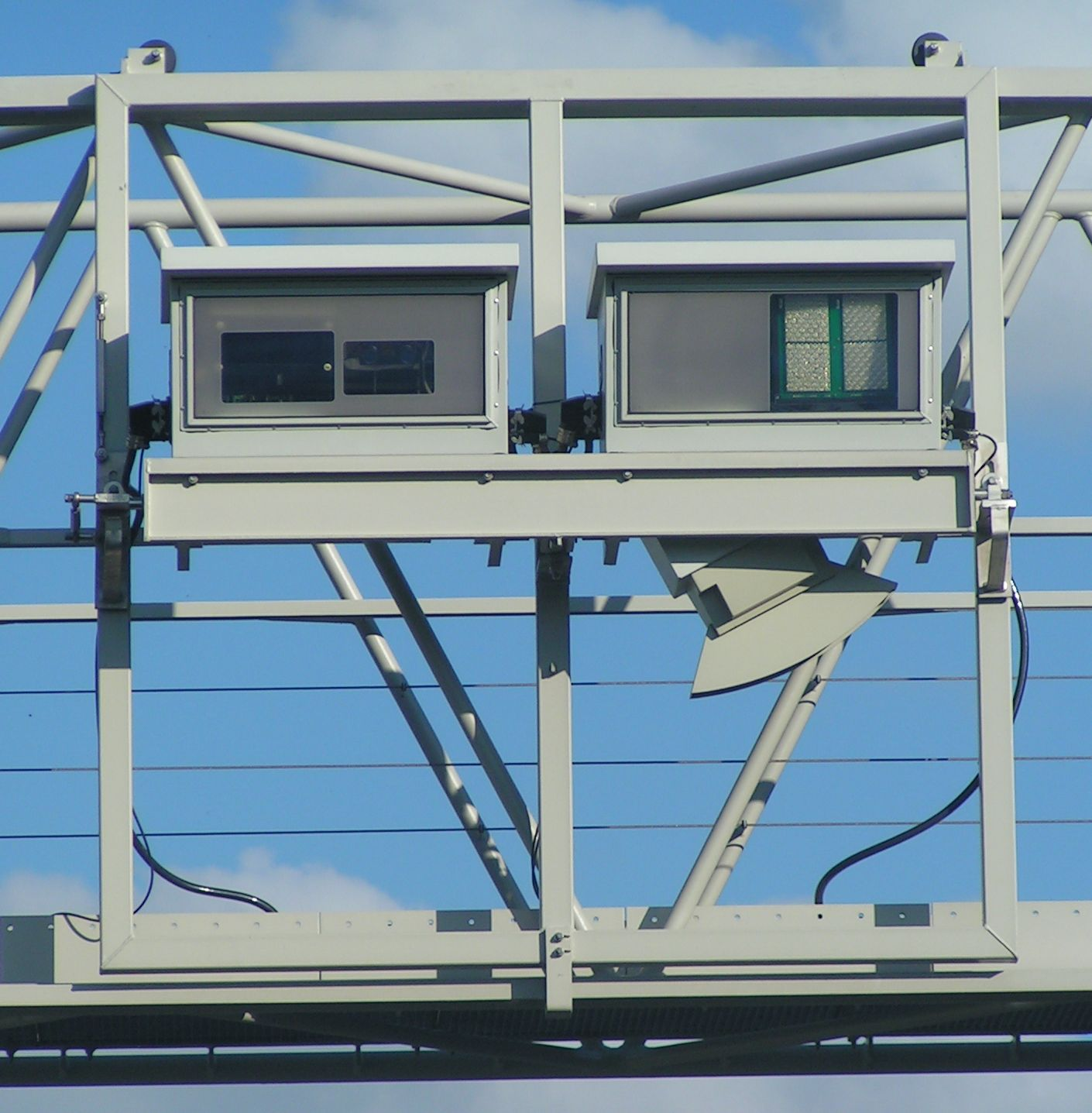
Detailansicht einer deutschen Lkw-Maut-Kontrollbrücke. Das rundliche Gerät auf der rechten Seite ist ein 2D-Laserscanner der Firma Sick
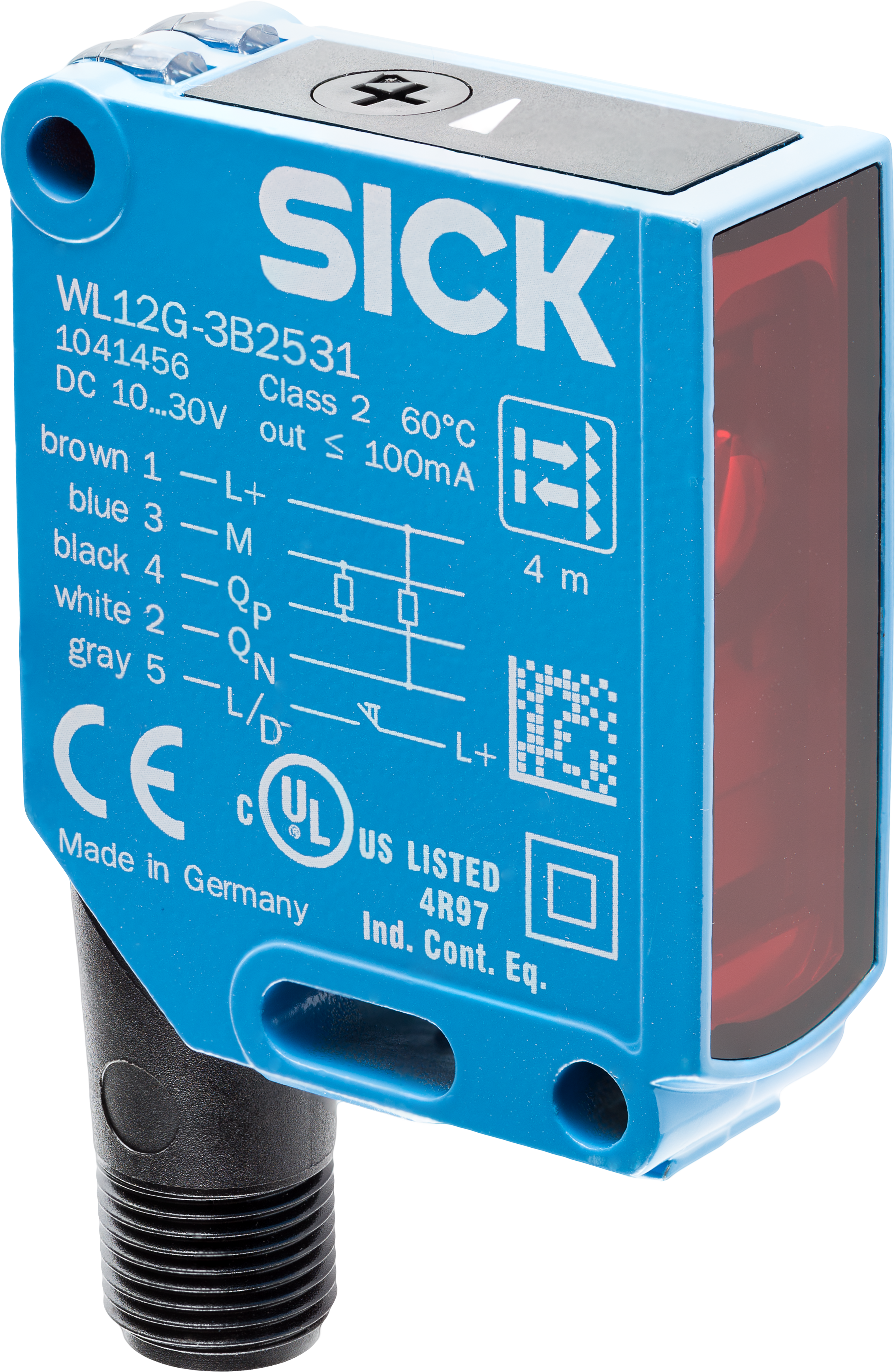
Reflexlichtschranke der W12-3-Baureihe